# Стіліануді Олександр Миколайович
Олекса́ндр Микола́йович Стіліану́ді (нар. 25 січня 1868, Одеса, Херсонська губернія, Російська імперія — пом. 3 грудня 1948, Одеса, Українська РСР, СРСР) — український живописець, грек за національністю.

## Життєпис
Олександр Миколайович Стіліануді народився 25 січня 1868 року в місті Одеса Херсонської губернії Російської імперії.
Закінчив грецьке комерційне училище, Малювальну школу при Одеському товаристві образотворчих мистецтв, з двома медалями — Академію мистецтв у Санкт-Петербурзі; вчився у Кіріака Костанді, Іллі Рєпіна та Павла Чистякова.
Тривалий час викладав малювання в середніх навчальних закладах Одеси, у 1930-их роках — в Одеському інженерно-будівельному інституті та в художньому училищі (1940 рік). У нього брали приватні уроки Сергій Корольов, Валентин Глушко, Максиміліан Волошин, Ісаак Бродський.
Єдиний син художника Микола був зарештований та розстріляний.
Художник Олександр Миколайович Стіліануді помер 3 грудня 1948 року в Одесі і був похований на Другому християнському кладовищі.

### Творча діяльність
Член-засновник, незмінний секретар Товариства південноросійських художників з 1910 року, підтримував Кіріака Костанді. Склав величезний архів документів цього товариства. Після розпуску Товариства став одним з ініціаторів створення Товариства імені К. К. Костанді, відігравав в ньому одну з провідних ролей.  Майстер пейзажного живопису — «Сутінки», «Місячна ніч», «Світає».
Мемуари
- А. Н. Стилиануди «Воспоминание об одном очаге культуры в старой Одессе»/ В. Абрамов // Дерибасовская—Ришельевская: Одесский альманах: Сборник / Всемирный клуб одесситов: Сост.: Ф. Д. Кохрихт, Е. М. Голубовский, О. И. Габарь. — № 17 — Одесса: «Друк», 2004. — С.152-165. ISBN 966-8099-99-0 (рос.)

### Увічнення пам'яті
Художник мешкав в Одесі у будинку на Каретному провулку 15, котрий зараз є пам'яткою історії. На фасаді будинку встановлена меморіальна дошка, на якій зазначено: «Будинок, в якому жив і працював О. Н. Стіліануді — художник, один із засновників ТПРХу та його постійний секретар».